# Yōsuke Katō
Yōsuke Katō – japoński zapaśnik w stylu wolnym. Zdobył brązowy medal w mistrzostwach Azji w 2006 roku.